# SVT Dold
SVT Dold är ett samhällsprogram som hade premiär i SVT2 den 19 april 2016. Målsättningen med programmet är att skildra vardagsnära missförhållanden, i vilket tittarna får följa reportrarnas arbete i sociala medier, se granskningarna i kapitelform på nätet eller bara slutligen se det färdiga TV-programmet i SVT2. SVT Dold är det första programmet i SVT som sänds först på nätet för att i slutändan visas i en TV-sändning. 

## Arbets- och produktionsätt
Varje tisdag publicerar redaktionen för Dold ett granskande inslag på programmets Youtubekanal och på SVT Play. Därefter följer bakomreportage, trailers, uppmaningar att berätta egna historier och en möjlighet för tittarna att själva påverka innehållet. Programmet anger sitt målsättning till att utveckla den undersökande samhällsgenren, där reportage och granskningar tillåts växa fram nära tittarna, och därigenom öka intresset för samhällsjournalistik i grupper som normalt inte följer SVT:s traditionella samhällsutbud.

## Debatt om upplägget
SVT:s policy är att bolaget ska vara återhållsamt med att publicera material i sociala medier och på plattformar som Youtube. Debatten i mediebranschen handlar om ifall det är rimligt att SVT, som finansieras med licensmedel, ska göda amerikanska nätjättar som Facebook och Google med innehåll.

## Reportage
2016
- Kapitel 1 - ID-kapad
- Kapitel 2 - Flyttfusket[4]